# Єлизавета Мекленбург-Шверінська
Єлизавета Александріна Мекленбург-Шверінська (нім. Elisabeth Alexandrine von Mecklenburg-Schwerin, 10 серпня 1869 — 3 вересня 1955) — принцеса Мекленбург-Шверінська, донька великого герцога Мекленбург-Шверінського Фрідріха Франца II та принцеси з дому Шварцбургів Марії Кароліни, дружина останнього великого герцога Ольденбурзького Фрідріха Августа II.

## Біографія
Єлизавета Олександріна народилась 10 серпня 1869 року у Шверіні старшою дитиною в родині великого герцога Мекленбург-Шверіну Фрідріха Франца II та його третьої дружини Марії Кароліни Шварцбурзької. Згодом у неї народилися три молодші брати. Від перших двох шлюбів батька мала трьох старших зведених братів і двох сестер.
У 27 років Єлизавета стала дружиною 43-річного принца Ольденбурзького Фрідріха Августа, що був удівцем і мав дорослу доньку від першого шлюбу. Весілля відбулося 24 жовтня 1896 року. У шлюбі народила п'ятеро дітей. У 1900-му році Фрідріх Август став великим герцогом Ольденбурга. Єлизавета стала великою герцогинею.

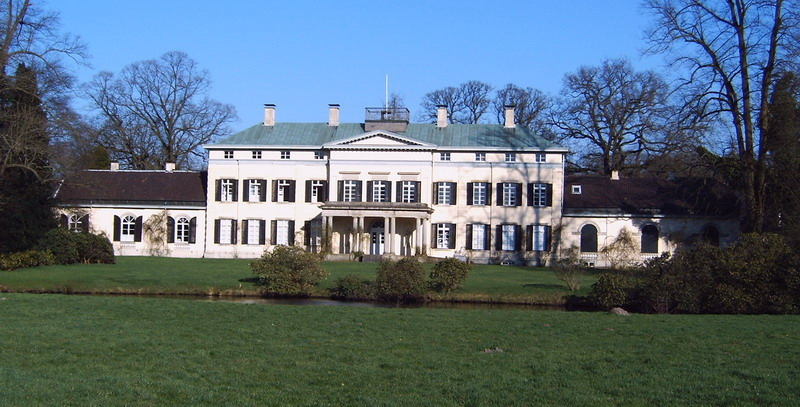
Замок Растеде

У листопаді 1918 року герцогство перестало існувати, увійшовши до складу німецької республіки. Фрідріх Август із сім'єю оселився у замку Растеде, де почав займатися сільським господарством. У 1919 році він попросив уряд призначити йому фінансове утримання у розмірі 150 тис. марок, оскільки матеріальне становище родини украй важке. У 1921 році побралися син Миколай і донька Інгеборга. Наступного року вступила в шлюб Альтбурга. Весілля доньок справляли також у Растеде.
В замку і помер Фрідріх 24 лютого 1931 року. Єлизавета пережила чоловіка на 24 роки і пішла з життя у 1955 році у дуже похилому віці, дочекавшись правнуків. Похована в мавзолеї на цвинтарі Гертруди в Ольденбурзі.

## Родина

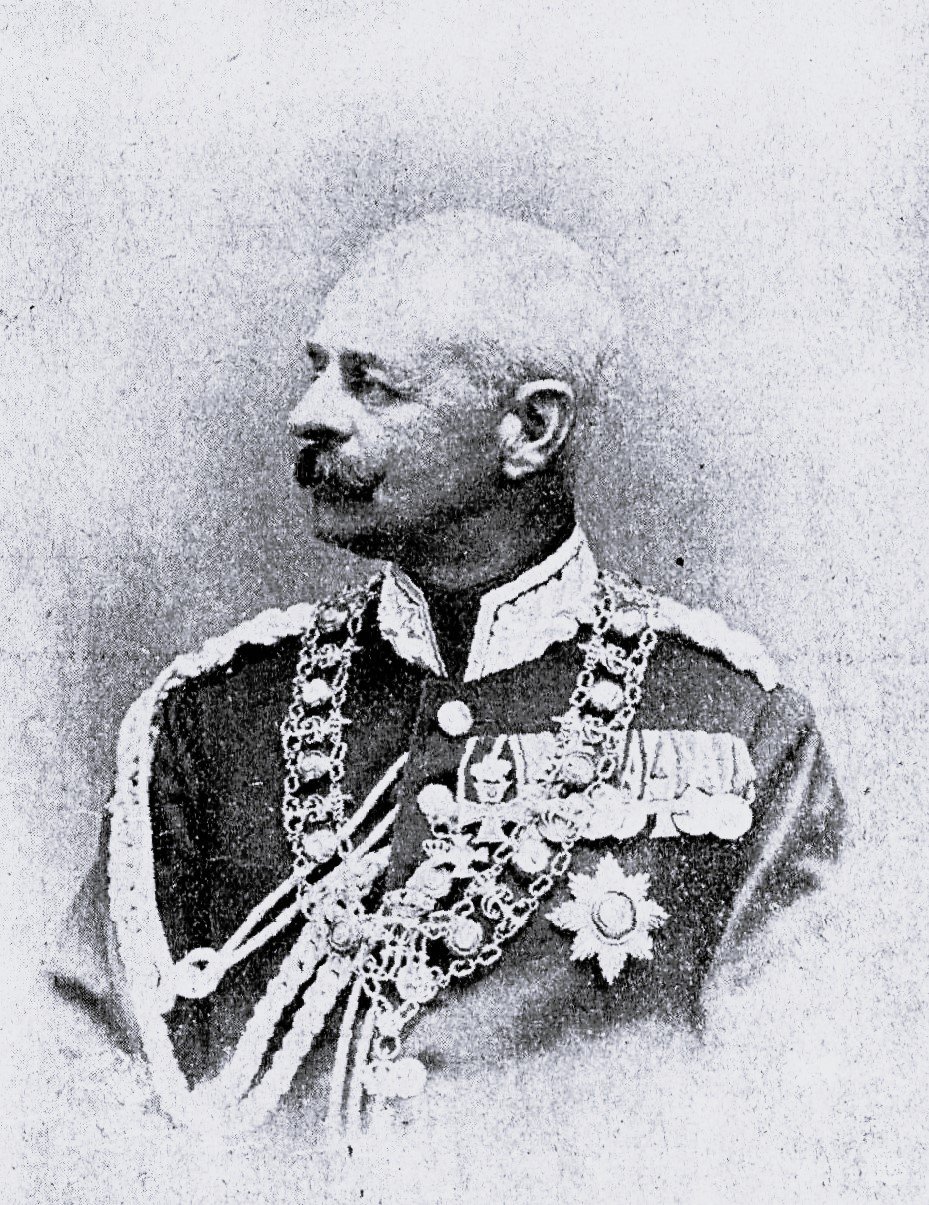
Фрідріх Август II

Чоловік — Фрідріх Август II
Діти:
- Миколай (1897–1970) — титулярний герцог Ольденбурга у 1931–1970, одружений з Оленою Вальдек-Пірмонтською, мав дев'ятеро дітей;
- Фрідріх Август (25—26 березня 1900) — близнюк Олександріни, помер після народження;[2]
- Александріна (25—26 березня 1900) — близнючка Фрідріха Августа, померла після народження;[2]
- Інгеборга Алікс (1901–1996) — дружина принца цу Шаумбург-Ліппе Стефана Олександра, мала сина та доньку;
- Альтбурга Марія (1903–2001) — дружина титулярного принца Вальдек-Пірмонтського Йозії, мала чотирьох доньок та сина.